# Drenovac (miasto Prokuplje)
Drenovac (cyr. Дреновац) – wieś w Serbii, w okręgu toplickim, w mieście Prokuplje. W 2011 roku liczyła 173 mieszkańców.